# (12334) 1992 WD3
1992 دابليو دي 3 (ويعرف أيضًا باسم (12334) 1992 دابليو دي 3 وفق تسمية الكوكب الصغير) (بالإنجليزية: 1992 WD3)‏ هو كويكب ضمن حزام الكويكبات؛ وترتيبه 12334 من حيث الاكتشاف.
اكتُشف هذا الجُرم الفلكي بواسطة Atsushi Sugie ‏ في 18 نوفمبر 1992.

## وصلات خارجية
- (12334) 1992 WD3 في قاعدة بيانات مختبر الدفع النفاث لأجرام النظام الشمسي الصغيرة

- الاكتشاف · مخطط المدار ·  العناصر المدارية · المعلمات المادية

- (12334) 1992 WD3 على موقع ويكي سكاي: DSS2, SDSS, GALEX, IRAS, Hydrogen α, X-Ray, Astrophoto, Sky Map, Articles and images